# Малік Амбар
Малік Амбар (1548 — 13 травня 1626) — фактичний правитель Ахмеднагарського султанату в 1607—1626 роках.

## Життєпис

### Молоді роки
Належав до народу оромо. Його родина походила з регіону Камбата або Харер (південна Ефіопія). Народився 1548 року, отримавши ім'я Шапу (Чапу). Згідно з «Футухат-i Аділ Шахі» був проданий в рабство власними батьками. Він опинився в Аль-Моху в Ємені, де був проданий знову за 20 дукатів і був доставлений на невільничий ринок у Багдаді, де його продали каді Аль-Кудату з Мекки, а потім в Багдаді Мір Касіму аль-Багдаді, який навернув Шапу на іслам, давши ім'я Амбар, а потім доставив його в Деккан. Був потім куплений Ченгіз-ханом, пешвою (першим міністром) Ахмеднагарського султанату.
Після смерті господаря, отримав волю від його удови. Нетривалий час служив Біджапурському султанату, де здобув військовий та політичний досвід, отримавши титул малік. 1601 року перейшов на службу до Ахмеднагарського султанату. В цей час після 1600 року султанат фактично було поділено між Великими Моголами і Біджапуром.

### Війни з Моголами і Біджапуром
Малік Акбар намагався відвоювати втрачені землі застосовуючи партизанську тактику, зумівши 1605 року звільнити Ахмеднагар, скориставшись повстанням могольського шахзаде Саліма. При цьому вступив у протистояння з іншими ахмеднагарськими військовиками — Раджу і Саадат-ханом. При цьому успішно діяв проти могольського командувача Абдул Рахіма Хан-е-ханана.
1607 року, перемігши суперників, призначається пешвою султаната, відновивши на троні Муртазу II Нізам-шаха. Проте фактична влада належала Амбару. Він збільшив чисельність кінноти з 150 до 7 тис. вояків. Уклав союзи з Шахджі Бхосале, султанами Біджапуру та Голконди, спрямований проти Імперії Великих Моголів.
Успішно діяв проти могольського військовика Асаф-хана. До 1610 року його армія виросла до 10 тис. хабші (абіссінських рабів) і 40 тис. декан. 1610 року за його наказом був отруєний султан Муртаза Нізам-шах II, замість якого султаном було зроблено його малолітнього сина Бурхан Нізам-шаха III. Тогож року завдав поразки Абдул Рахіму Хан-е-ханану. В результаті останній вимушен був підписати договір, за яким майже уся територія Ахмеднагарського султанату відновлювалася в колишніх кордонах. Втім невдовзі моголи порушили угоду, але протягом 1610—1611 років Малік Амбар за підтримки маратхів на чолі із Лакхуджі Джадхаврао, Молоджі Бхосале, Шахджі Бхосале двічі завдав поразки ворогові.
Переніс столицю з Паранди в Юннар і заснував нове місто Хадкі. Водночас провів економічні та фінансові реформи, беручи за приклад реформи раджі Тодар Мала, спорудив значну мережу іригаційних каналів. 1612 року внаслідок зради частини знаті та більшості маратхів зазнав поразки, втративши до 1616 року значну частину султанату.
Могольський шахзаде Хуррам, призначений в 1616 намісником Декана, зміг за допомогою дипломатії та грошей переконати Ібрагіма II Аділ-шаха, султана Біджапура, відмовитися від союзу з Малік Амбаром. У 1617 році останній змушений був укласти мирний договір з Імперією Великих Моголів, відмовившись від області Балагхат, Ахмаднагара та інших фортець.
У 1620 році, відновивши військову потугу та союзи з Біджапуром й Голкондою, відмовився від виконання колишнього договору з моголами. Зумів швидко відвоювати більшість втрачених земель, апотім взяв в облогу місто Бурханпур, Невдовзі здлійснив напад на могольський регіон Малава. Це завдало великого удару по авторитету Моголів у північних і південних землях долини Нармади. Алезрештою вимушений був відступити при прибутті могольського війська на чолі із Хуррамом, який знову захопив практично весь Ахмеднагарський султанат. Малік Амбар укріпився в фортеці Даулатабад. Втім йому вдалося укласти мир з Хуррамом, що
підтвердив угоду 1617 року, але до цього сплатити 12 млн рупій.
1623 року виступив проти біджапурського султана, завдавши тому поразки при Бідарі. 1624 року у битві при Бхатваді зазнав поразки від могольсько-біджапурського війська на чолі із Махабат-ханом. Проте Ахмеднагарський султанат було врятовано протистоянням могольського шах-заде Хуррама з батьком — падишахом Джахангіром. Першого підтримав Малік Амбар, за що отримав майже всі землі султанату. 1625 року завдав поразки султану Ібрагіму II Аділ-шаху.
Помер Малік Амбар 1626 року. На посаді пешви його замінив син Фатех-хан, який не виявив політичного і військового хисту, загинувши у війні з моголами у 1633 році.